# كنيسة السمائيين
كنيسة السمائيين هي كنيسة تقع بمدينة شرم الشيخ بمحافظة جنوب سيناء، تم وضع حجر الأساس في 2002 وتم افتتاح الكنيسة في 2010 بحضور البابا شنودة.

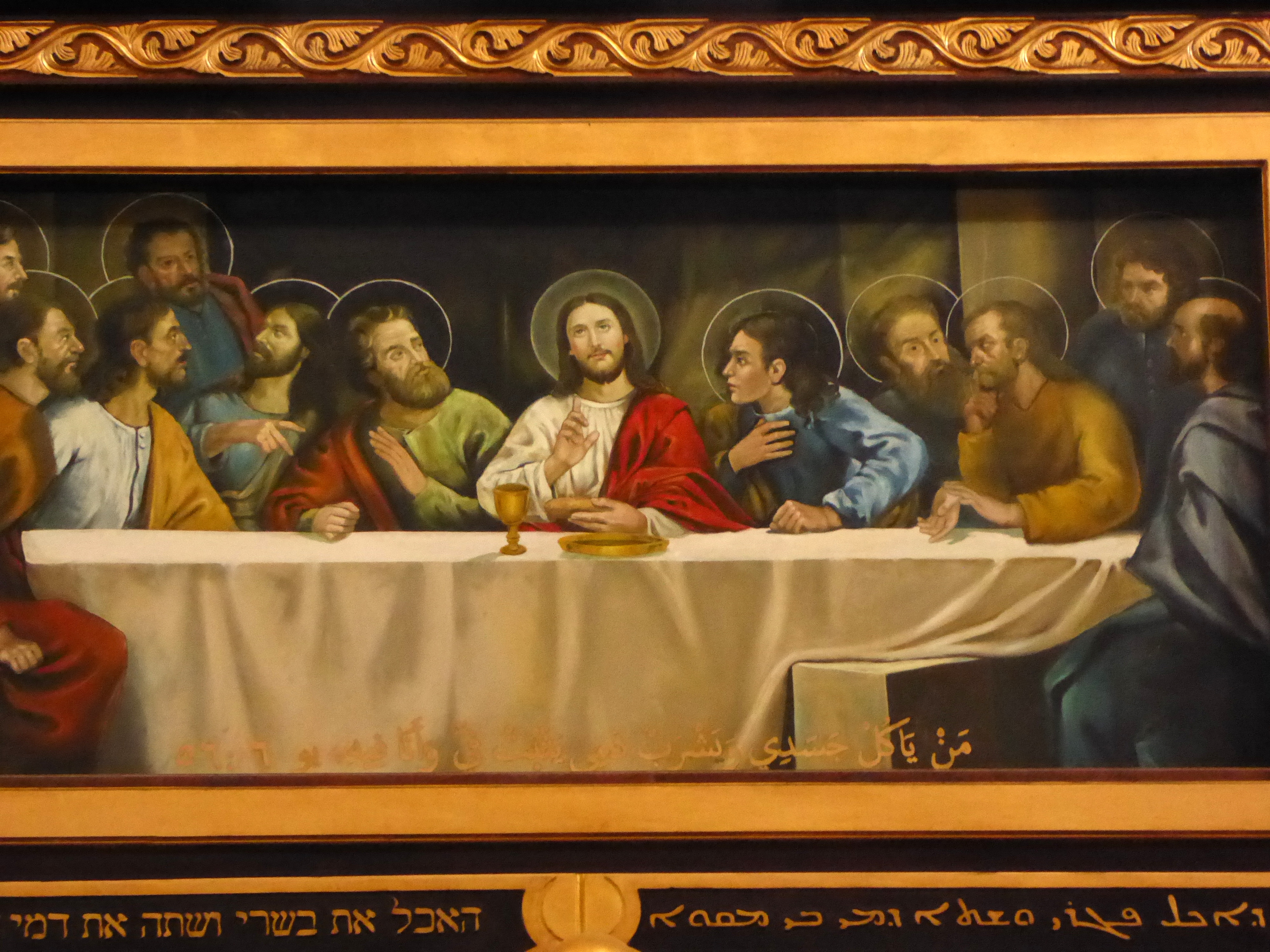
لوحة العشاء الأخير

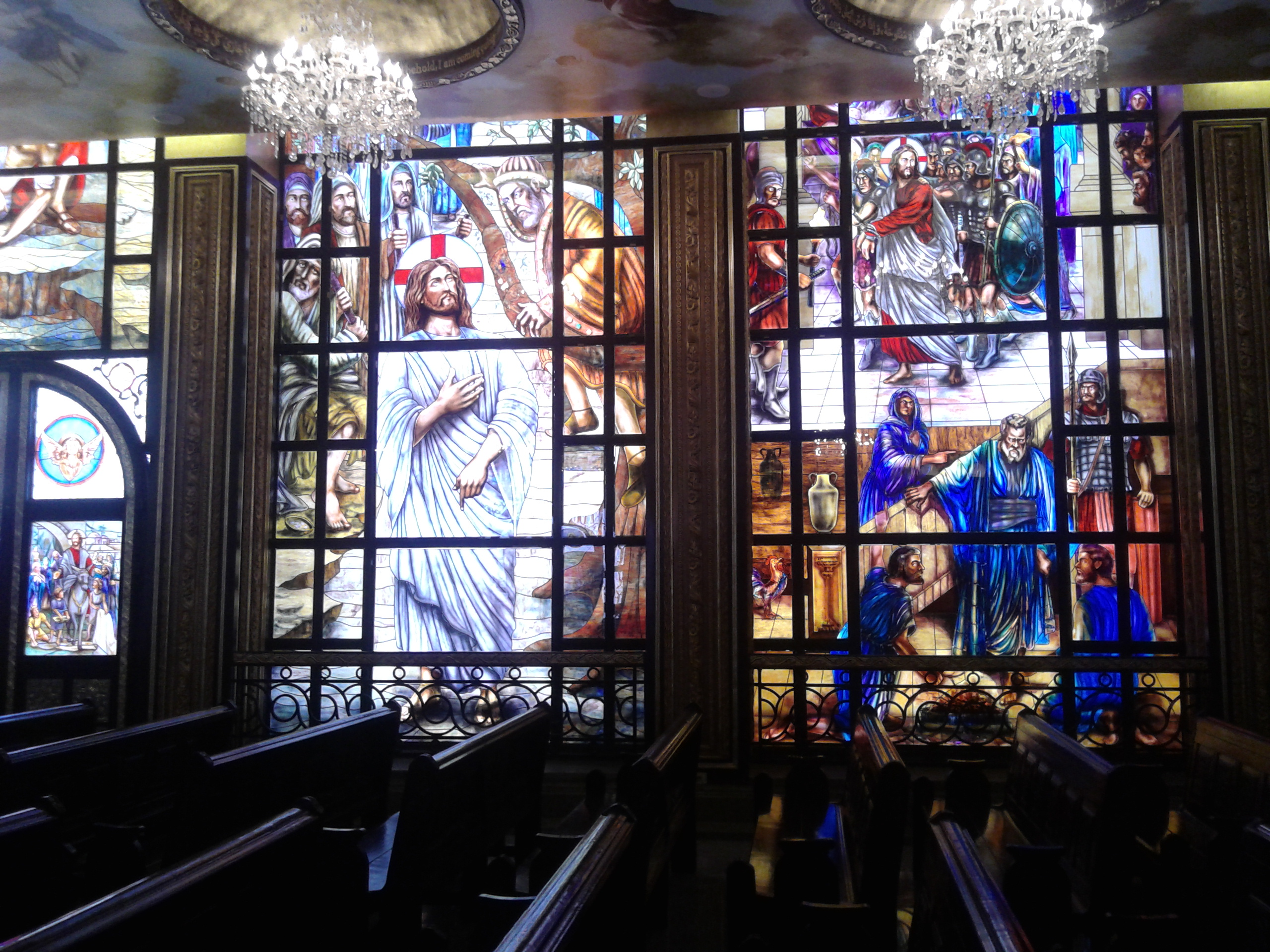
زجاج ملون من داخل الكنيسة

تتميز الكنيسة بوجود العديد من الرسومات والنقوشات لأحداث هامة في التاريخ المسيحي مثل العشاء الأخير وأيضا عدد من معجزات المسيح، وتعتبر الكنيسة من الوجهات السياحية الشهيرة.

## معالم الكنيسة
يغلب الفن القبطي على الطابع الفني والمعماري داخل الكنيسة حيث تمتليء الجدران بالرسومات القبطية المسيحية.
أستغرق بناء الكنيسة ثماني سنوات منذ 2002 وحتي 2010 ووصلت تكلفتها 100 مليون جنيه مصري.

## روابط خارجية
كنيسة السمائيين